# Pasila (stacja kolejowa)
Pasila (fiń. Pasilan rautatieasema, szw. Böle järnvägstation) – stacja kolejowa w Helsinkach, w dzielnicy Pasila, w Finlandii. Położona jest około 3,5 km na północ od Dworca Centralnego. Została wybudowana i otwarta w 1862 roku. W 1984 stary budynek został przeniesiony do pobliskiego parku, gdzie stoi pod nazwą Rauhanasema. W 1990 został otwarty obecny budynek stacyjny.
Pasila jest drugą pod względem liczby obsłużonych pasażerów, po Dworcu Centralnym w Helsinkach, stacją w kraju. Zatrzymują się na niej pociągi zarówno lokalne, jak i dalekobieżne.

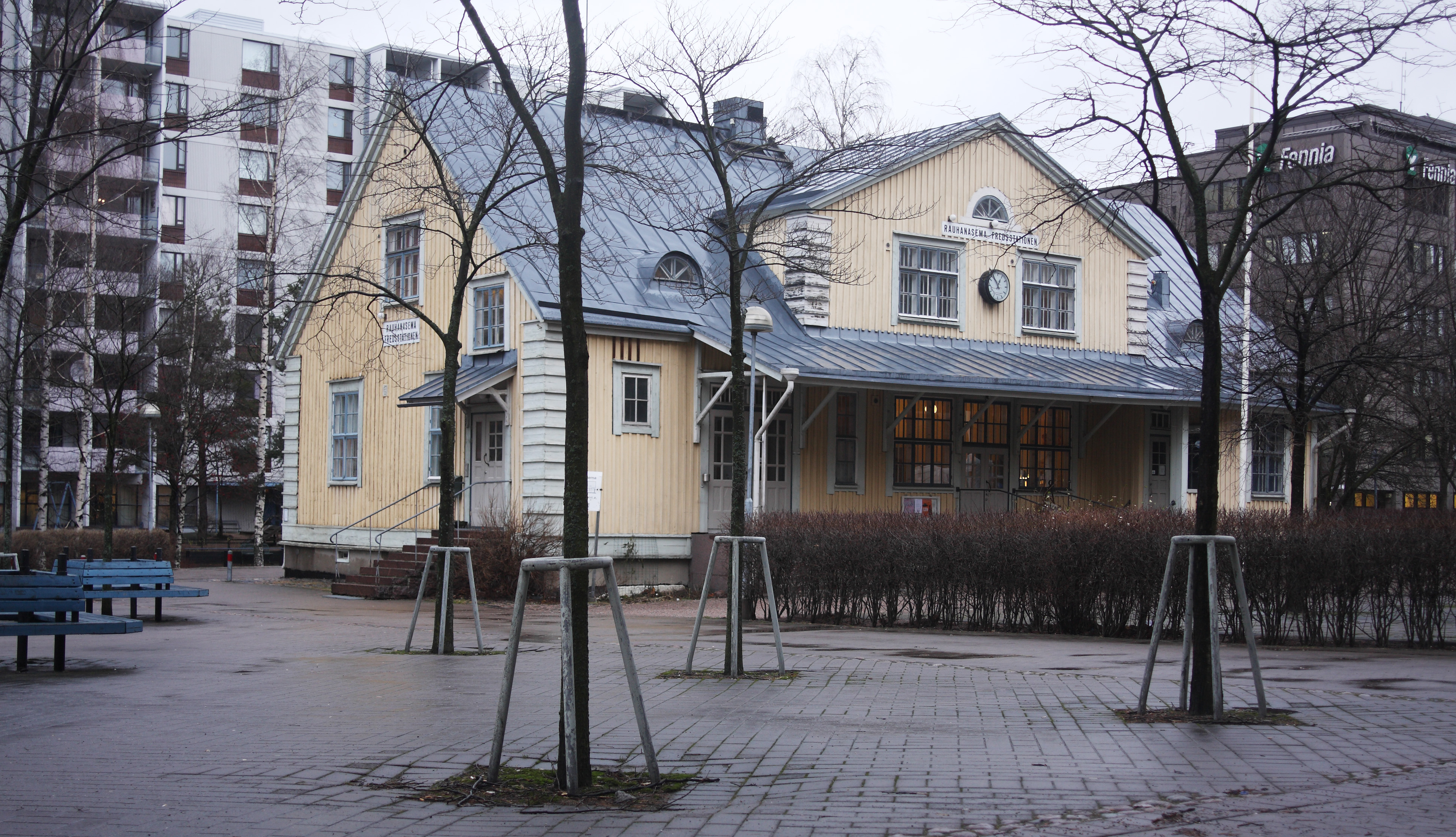
Rauhanasema - dawny budynek stacyjny z 1862 roku